# Pseudoyersinia inaspectata
Pseudoyersinia inaspectata är en bönsyrseart som beskrevs av Atilio Lombardo 1986. Pseudoyersinia inaspectata ingår i släktet Pseudoyersinia och familjen Mantidae. Inga underarter finns listade i Catalogue of Life.